# São Pedro (Figueira da Foz)
São Pedro ist eine Gemeinde (Freguesia) in Portugal und gehört zum Kreis (Concelho) von Figueira da Foz.

## Geografie

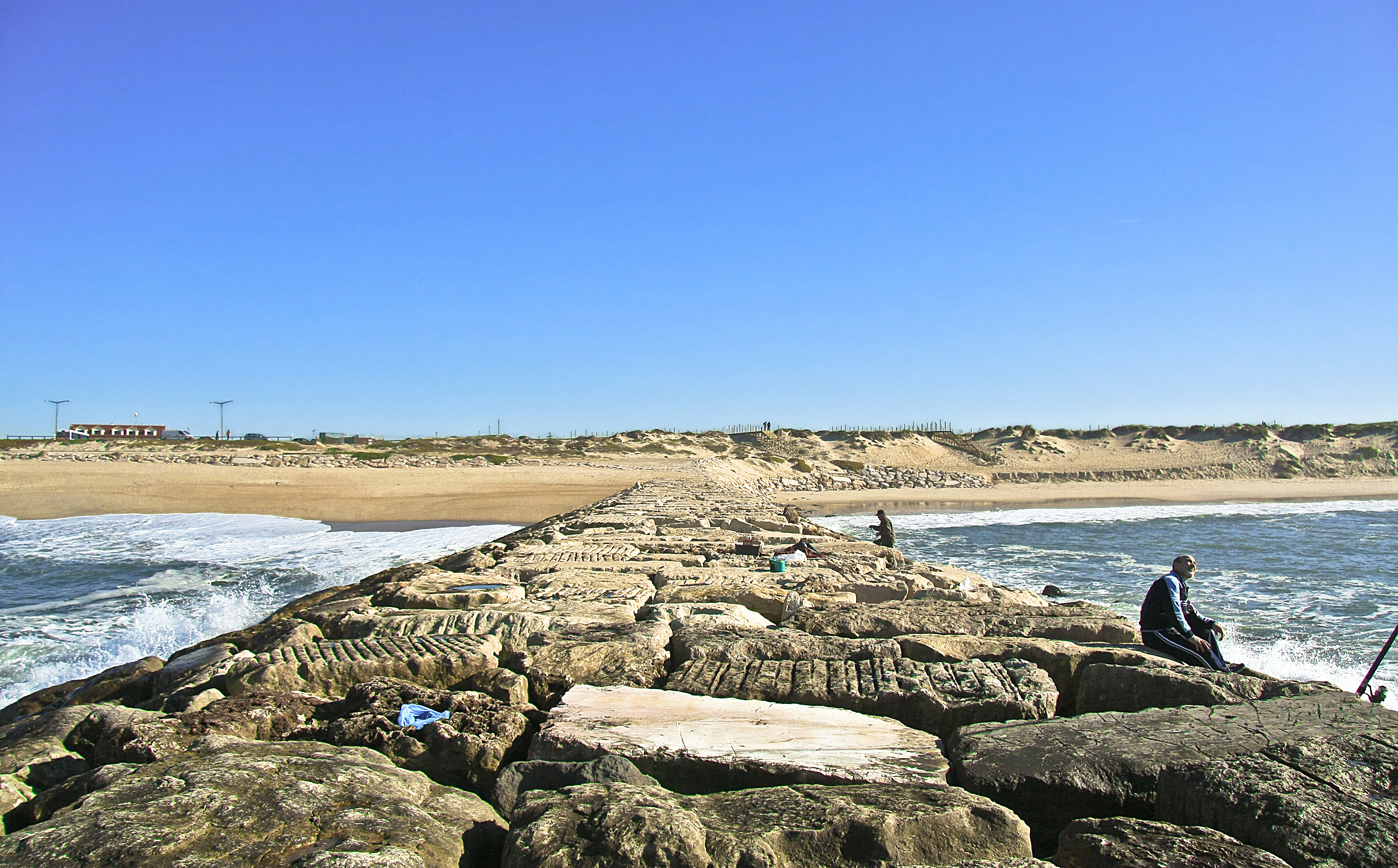
Praia da Cova Gala

Das südlich am Mondego liegende Gebiet der Gemeinde São Pedro wird meist auch als Cova Gala bezeichnet, nach ihren beiden zusammengewachsenen Hauptorten. Es gehört zum urbanen Gebiet des Kreises Figueira, zusammen mit São Julião, Buarcos und Tavarede. Nur über die Ponte Edgar Cardoso von der gegenüber am Nordufer des Flusses liegenden Stadt Figueira aus zu erreichen, liegen hier einige der bekannten Strände des Kreises, einige industrielle Einheiten und soziale Einrichtungen, und das Kreiskrankenhaus.
Im Wesentlichen ist das Gemeindegebiet vom Marschland der Mondego-Mündung und seiner Seitenarme gekennzeichnet. Es gibt Gebietsteile mit starker Bebauung (Wohnbereiche, Straßen und Industriegebiete), dazu Strände und Dünengebiete.

## Geschichte
Seit Mitte des 18. Jahrhunderts siedelten sich auf der Suche nach ertragreichen Fanggründen in Cova zunehmend Fischer aus Ílhavo. So fand die erste Taufe in Cova am 15. Juli 1793 statt. Anlässlich der Taufe des ersten Sohnes eines neu angesiedelten Fischerpaares aus Ílhavo, in der Igreja da Nossa Senhora da Conceição in Lavos, wurde die wenige Jahre zuvor entstandene Ortschaft Cova dokumentiert. Einige Fischer aus Ílhavo hatten sich dort Unterkünfte zur dauerhaften Siedlung aus Holz und auf Stelzen errichtet, um den wandernden Dünen zu widerstehen.
Der Anfang August 1808 in der Mondego-Mündung gelandete britische General Wellesley (der spätere General Wellington), unter dessen Leitung die portugiesisch-britischen Verbände die napoleonischen Invasionstruppen des General Junot zurückschlugen, erhielt bei seiner Landung tatkräftige Hilfe durch die dort siedelnden Fischer. Noch im selben Jahr wurde die erste Kapelle im Ort errichtet.
1837 zählte Cova bereits etwa 200 Wohneinheiten mit geschätzten 700 Einwohnern. Wenig später entstand die Ortschaft Gala, als Fischer aus Cova weiter ins Landinnere zogen, um von der geschützteren Flussmündung aus zu fischen, und sich dort zusätzlich der ertragreichen Flussfischerei zu widmen. Der Ort Gala wuchs beständig weiter, befördert durch den Bau einer Holz- und einer Eisenbrücke über den Mondego, letztere durch das Büro des Ingenieurs Gustave Eiffel errichtet. Auch der Bau der königlichen Durchgangsstraße, der Estrada Real no.58 im Jahr 1905, und die Einrichtung der Werftanlagen Estaleiros Navais na Murraceira sorgten für weitere Wachstumsimpulse. Besonders aus dem Norden Portugals kamen Zimmermänner, Schneider, Schreiner und zahlreiche andere Handwerker infolge der Werftansiedlung. Auch die wachsende Bedeutung des Hafens von Figueira für die portugiesischen Stockfisch-Flotten sorgten bereits seit dem 19. Jahrhundert für wachsenden Zuzug.
In den 1960er-Jahren erlebte der Ort eine Auswanderungswelle, insbesondere in die Gegend des US-amerikanischen New Bedford, die zur Entstehung des bedeutenden Fischereihafens dort beitrug, und die der Ursprung der heutigen Städtepartnerschaft zwischen New Bedford und Figueira da Foz war. Nach der Nelkenrevolution 1974 und den tiefgreifenden gesellschaftlichen Umbrüchen in Portugal brach die Auswanderung ab, und es entstanden neue Beschäftigungsmöglichkeiten am Ort, etwa nach Errichtung des Kreiskrankenhauses oder der Zunahme des Fremdenverkehrs. Auch klang die zwischenzeitlich entstandene Rivalität zwischen Cova und Gala über die Jahre wieder ab, welche etwa im Wettbewerb zwischen den jeweiligen Volkstanz-Gruppen (Rancho Folclórico), insbesondere aber, auch teils handgreiflich, zwischen den Fußballmannschaften Ausdruck gefunden hatte.
Nachdem das Gebiet stets zur Gemeinde Lavos gehörte, ist es seit 1985 eine eigenständige Gemeinde. Im Jahr 2009 wurde Cova-Gala zur Vila (Kleinstadt) erhoben.

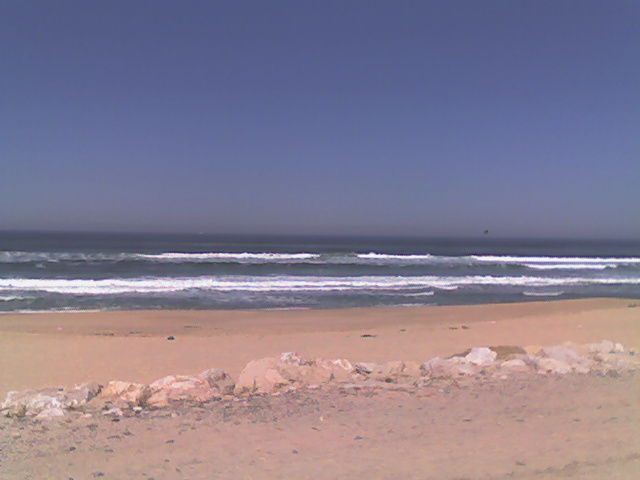
Der Strand von Cova

## Kultur, Sport und Sehenswürdigkeiten
Die Gemeinde São Pedro verfügt über drei Sportplätze mit Synthetik-Rasen und vier mit Betonböden, dazu über einen Skatepark und besondere Kinderspielplätze an Strand- und Flussufern. Am Strand von Praia da Cova, sowie am Fluss, unterhält die Gemeinde zwei Freilichtbühnen.
Der Sportverein Desportivo Clube Marítimo da Gala (dt. etwa: Maritimer Sportklub von Gala), gegründet am 3. Mai 1938, bietet, neben seiner Volkstanzgruppe, dem Rancho Folclórico Beira Mar Cova Gala, heute vor allem Gymnastikaktivitäten an. Der Clube Mocidade Covense (dt. etwa: Klub der Jugend aus Cova) wurde am 9. April 1939 gegründet und widmet sich heute vor allem den Senioren, mit Kultur- und Spielveranstaltungen, betreibt aber mit dem Rancho Infantil de São Pedro auch eine Kinder-Volkstanzgruppe, die landesweit und international bereits auftrat. Eine Jugend-Tanzgruppe gehört zusätzlich zu den Angeboten.
Der Sportverein Grupo Desportivo Cova-Gala, am 5. Oktober 1977 gegründet, betreibt verschiedene Fußballmannschaften, männliche wie weibliche, und in verschiedenen Altersgruppen.
Die regional bekannten Strände der Gemeinde sind regelmäßig Austragungsorte des Surfsports, auch im internationalen Rahmen, vor allem in Cabedelo.
Das ab 1956 geplante und ab 1960 errichtete Kreiskrankenhaus befindet sich hier und ist als denkmalgeschütztes Gebäude eingetragen.

## Persönlichkeiten
- Iolanda (* 1994), Sängerin und Songwriterin

## Verwaltung
São Pedro ist eine Gemeinde (Freguesia) im Kreis (Concelho) von Figueira da Foz, im Distrikt Coimbra. Am 19. April 2021 hatte die Gemeinde 2588 Einwohner auf einer Fläche von 7,0 km².
Folgende Orte liegen in der Gemeinde São Pedro:
- Cova
- Gala
- Cabedelo
- Morraceiro

## Verkehr
Die Nationalstraße 109 führt durch die Gemeinde, ebenso die Autobahn A17, wobei die Gemeinde zwischen den Ausfahrten Marinha das Ondas und Maiorca liegt.
Seit dem Beschluss der CP aus 2012, die Linha do Oeste zukünftig nur noch für den Güterverkehr zu nutzen, gibt es auch über Nachbargemeinden keine Eisenbahnanbindung mehr abseits des Bahnhofs von Figueira.

## Wirtschaft
War im Ursprung die Fischerei die Hauptbeschäftigung der hiesigen Bevölkerung, sind heute Industriebetriebe (Werft, Textilindustrie, Nahrungsmittelindustrie), das Kreiskrankenhaus, und weitere Beschäftigungsmöglichkeiten in der Stadt Figueira die bedeutendsten Wirtschaftsfaktoren. Der Fremdenverkehr hat seit den 1980er Jahren an Bedeutung gewonnen, während seit den 1990er Jahren die Industrie ihre Beschäftigtenzahlen zunehmend reduziert.